# Задоров, Георгий Евгеньевич
Гео́ргий Евге́ньевич Задо́ров (3 мая 1906, Ивановская область — 8 апреля 1984) — председатель колхоза имени Фрунзе Родниковского района Ивановской области, Герой Социалистического Труда.

## Биография
Родился 3 мая 1907 года в деревне Куделино (ныне — в Родниковском районе Ивановской области) в крестьянской семье. С детства знаком с крестьянским трудом, работал в поле помогал родителям. Учился в начальной школе в соседней деревне Овинцы, затем продолжил учёбу в селе Филисово. Одним из первых вступил в комсомол в 1926 году, был секретарём комсомольской ячейки в деревне Овинцы. Работал лесничим, заведовал клубом.
Принимал активное участие в коллективизации.

### Деятельность
С конца 1928 года работал председателем кредитного товарищества в селе Филисове, продолжил учёбу совпартшколе в Шуе.
В 1929 вернулся в Куделино, до 1932 года был председателем Куделинского сельского Совета. При его непосредственном участии было организовано девять коллективных хозяйств.
Член ВКП/КПСС с 1932 года.
В 1935 году окончил двухгодичную высшую коммунистическую сельскохозяйственную школу в Иваново и был направлен в колхоз им. Фрунзе Родниковского района. Был избран секретарём партийной организации колхоза, одновременно заведовал сельским клубом в Ширяихе.
В 1937 году был избран председателем колхоза. Он быстро показал
себя незаурядным организатором. Колхоз стал богаче, трудодни весомее, в дома колхозников пришёл достаток.
С 1939 года — на партийной работе инструктором Ивановского обкома.
В конце 1940 года был избран председателем отстающего колхоза в селе Острецово и проработал в этой должности 6 лет, самые тяжелые военные годы. Поставил хозяйство на ноги. Острецовские колхозники отличилось многими патриотическими делами, широко известными стране.
В 1942 году колхозникам объявлена благодарность Верховного Главнокомандующего. Они собрали и передали на танковую колонну 700 тысяч рублей из личных средств, 75 тысяч внес лично председатель.
В 1943 году острецовцы выступили с почином оказания помощи освобождённым от вражеских оккупантов районам, который стал известным по всей. Прилетевшие из Москвы операторы кинохроники запечатлели на плёнке, как к станции железной дороги направлялось стадо из восьмидесяти коров, телят, овец, свиней для одного из колхозов Смоленщины. В газете «Правда» появилась передовая статья «Острецовский набат». Острецовский колхоз День Победы встретил экономически крепким хозяйством.
В 1946 году Задоров был избран депутатом Верховного Совета СССР.
В мае 1947 года по решению обкома партии был направлен снова колхоз, теперь им. Фрунзе в деревне Таймениха, отстающий к тому времени, и избран председателем. Работу начал с подбора кадров, выдвигал на руководящие посты молодежь. Вскоре колхоз пошёл в гору, стал расширяться. Были построены овчарня и скотный двор, телятник и птичник, теплица и зернохранилище, Дом сельскохозяйственной культуры, столовая. Трудоемкие работы стали выполняться с помощью механизмов. Неуклонно росли доходы колхоза и колхозников.
В соответствии с трёхлетним планом развития животноводства, принятым партией и правительством, колхоз одновременно увеличивал поголовье крупного рогатого скота и птицы. Однако главный успех принесло свиноводство. В колхозе был организован откорм поросят. Благодаря стараниям заведующего животноводческой фермой Н. Д. Котлова и заботам ветфельдшера Я. Ф. Парюгина в 1950 году план прироста поголовья по каждому виду продуктивного скота и птицы был перевыполнен не менее чем на 50 процентов и составил в получении 24,6 тонны свинины в живом весе на 2189 гектаров пашни.
Указом Президиума Верховного Совета СССР от 27 июня 1951 года за достижение высоких показателей в животноводстве Задорову Георгию Евгеньевичу присвоено звание Героя Социалистического Труда с вручением ордена Ленина и золотой медали «Серп и Молот».
Этим же Указом высокое звание было присвоено колхозникам Николаю Демьяновичу Котлову и Якову Федоровичу Парюгину.
Успехи колхоза показали, что при укреплении кормовой базы за счёт эффективного использования земли и в Ивановской области можно добиваться в животноводстве высоких результатов. Георгий Евгеньевич Задоров успешно руководил колхозом в течение 20 лет. Это были годы расцвета хозяйства. Под его руководством колхоз стал одним из передовых хозяйств страны, был неоднократным участником ВДНХ СССР.
В 1967 году по состоянию здоровья Задоров ушёл на заслуженный отдых.

### Смерть
Жил в селе Тайманиха Родниковского района. Скончался 8 апреля 1984 года. Похоронен на сельском кладбище у деревни Тайманиха.

## Ордена, медали
Награждён орденами Ленина Трудового Красного Знамени, медалями; также золотой, тремя серебряными и четырьмя бронзовыми медалями ВДНХ.